# Tjeggelvas

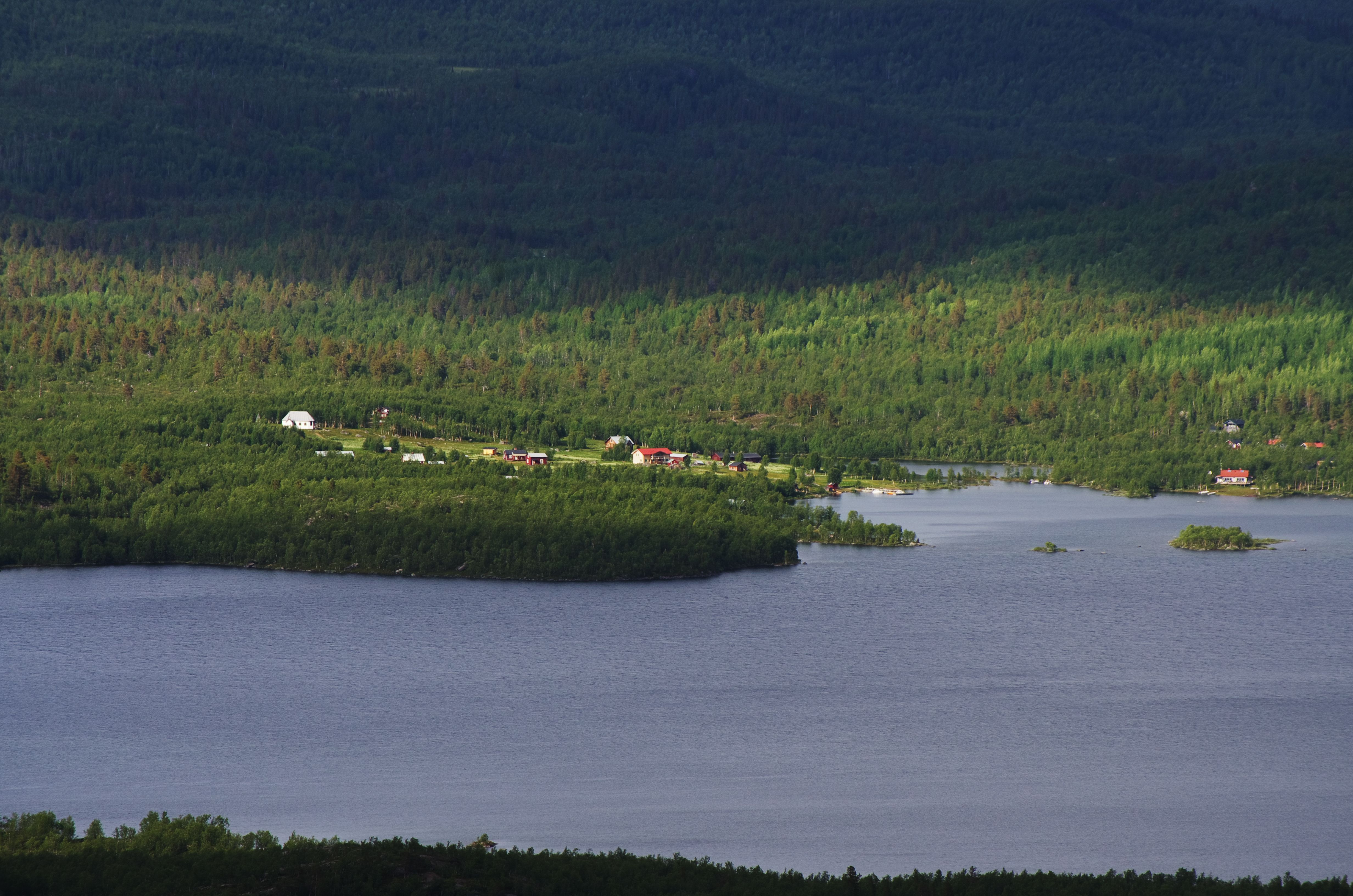
Västerfjäll am Westende des Sees

Der See Tjeggelvas (Schreibweise auch Tjieggelvas) liegt in der Gemeinde Arjeplog in Norrbottens län in der schwedischen historischen Provinz Lappland nördlich von Arjeplog. Der auf einer Meereshöhe von 451 m ö.h. gelegene See ist 66,8 km² groß und hat eine größte Tiefe von 65 Metern. Der See ist der größte der Seen im Einzugsgebiet des Piteälven, der ihn durchfließt. Er liegt in einem Natura-2000-Gebiet.
Der rund 40 lange und bis zu 5 km breite See erstreckt sich von Västerfjäll im Nordwesten bis zum Ausfluss des Piteälven zum Vuolvojaure im Südosten. Er wird  durch eine von Arjeplog nach Stenudden an seinem südwestlichen Ufer führende Nebenstraße (Nr. BD-630) erschlossen.